# São Tomé e Príncipe ai Giochi olimpici
São Tomé e Príncipe ha partecipato per la prima volta ai Giochi olimpici nel 1996, per un totale di quattro edizioni, con rappresentanti soprattutto nelle gare di atletica leggera, senza vincere nessuna medaglia. Non ha mai partecipato ai Giochi olimpici invernali.
Il Comitato Olimpico di São Tomé e Príncipe, creato nel 1979, venne riconosciuto dal CIO nel 1993.

## Medaglieri

### Medaglie alle Olimpiadi estive
| Giochi              | Oro | Argento | Bronzo | Totale |
| ------------------- | --- | ------- | ------ | ------ |
| Atlanta 1996        | 0   | 0       | 0      | 0      |
| Sydney 2000         | 0   | 0       | 0      | 0      |
| Atene 2004          | 0   | 0       | 0      | 0      |
| Pechino 2008        | 0   | 0       | 0      | 0      |
| Londra 2012         | 0   | 0       | 0      | 0      |
| Rio de Janeiro 2016 | 0   | 0       | 0      | 0      |
| Tokyo 2020          | 0   | 0       | 0      | 0      |
| Parigi 2024         | 0   | 0       | 0      | 0      |
| Totale              | 0   | 0       | 0      | 0      |